# Avambraccio

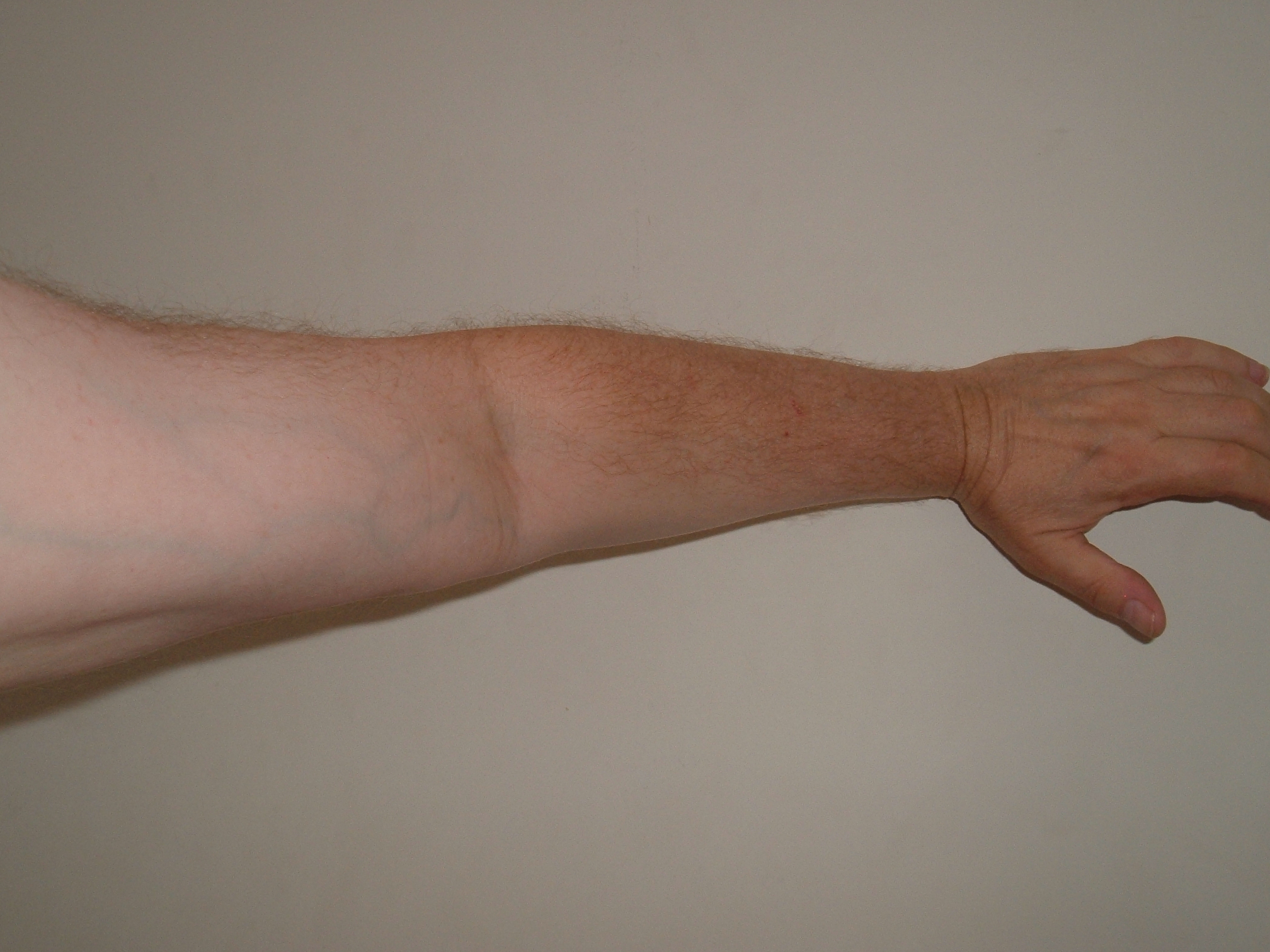
Avambraccio umano, tra gomito e polso

L'avambraccio è la parte dell'arto superiore compresa tra il gomito e il polso. Il termine è usato in anatomia per distinguerlo dal braccio, parte compresa tra la spalla e il gomito.

## Anatomia

### Ossa
Le ossa dell'avambraccio sono due, il radio e l'ulna.
- Il radio è l'osso laterale dell'avambraccio, è costituito da due estremità espanse, una prossimale ed una distale e da una diafisi o corpo. L'estremità prossimale è formata dalla testa del radio, di forma discoide, che si articola superiormente con il capitello dell'omero nell'articolazione del gomito tramite una fossetta e medialmente con l'ulna tramite l'incisura radiale, una depressione posta sulla superficie laterale dell'olecrano dell'ulna. Inferiormente la testa prosegue nel collo, una porzione ossea più ristretta ed allungata che però presto si espande inferiormente formando la tuberosità del radio, la cui parte antero-laterale è piuttosto liscia mentre la postero-mediale, appena separata dall'ulna e inserzione del tendine del bicipite, è scabra. Inferiormente alla tuberosità radiale inizia il corpo del radio, convesso lateralmente ma concavo anteriormente nella sua porzione distale. In sezione è triangolare, per cui l'osso ha tre margini, uno anteriore, uno interosseo o mediale, ed uno posteriore e tre facce una antero-mediale, una laterale, ed una postero-mediale. Il margine anteriore è ben visibile prossimalmente e distalmente alla diafisi dell'osso dove è una vera e propria cresta, ma tende a scomparire nella sua porzione media dove è arrotondato. Il margine posteriore è poco distinguibile se non prossimalmente, mentre distalmente diviene arrotondato. Il margine interosseo è ben definito ad acuto nella porzione media dell'osso e tende ad essere poco distinguibile prossimalmente e distalmente. Sulla superficie antero-mediale dell'osso, che è piatta e concava distalmente, nella sua porzione media, si riscontra il foro nutritizio. La superficie postero-mediale è piatta, quella laterale convessa. Il corpo del radio distalmente si espande sempre di più sino a formare l'estremità distale, che è la porzione più ampia dell'osso ed è quadrangolare. La sua superficie laterale, ruvida, si proietta inferiormente rispetto al resto dell'epifisi distale costituendo il processo stiloideo del radio. La superficie inferiore, o carpica, che si articola con le ossa del carpo è concava ed in realtà divisa in due superfici, una laterale ed una mediale, da una sottile cresta. La faccetta laterale, triangolare, si articola con lo scafoide, mentre quella mediale, quadrangolare, si articola con il semilunare. Sulla superficie anteriore l'osso si eleva in una cresta, mentre la superficie mediale si articola nell'articolazione radio-ulnare distale con la testa dell'ulna mediante l'incisura ulnare, una superficie concava e liscia. La superficie posteriore si espande nel tubercolo del Lister. È vascolarizzato da rami delle arterie radiale e ulnare e da rami delle arterie interossea anteriore e posteriore.

- L'ulna è l'osso mediale dell'avambraccio, similmente al radio presenta due espansioni, una prossimale ed una distale ben più piccola unite da un corpo. L'estremità prossimale è l'olecrano dell'ulna, una struttura di forma simile ad un gancio, decisamente concavo anteriormente, che in vivo si articola con la fossa olecranica sulla faccia posteriore dell'omero. Presenta antero-medialmente un rilievo che costituisce il processo coronoideo dell'ulna, che si articola con la troclea dell'omero nell'articolazione del gomito. Sulla sua faccia laterale l'ulna si articola con il radio nell'incisura radiale. Sotto l'olecrano inizia il corpo dell'ulna, triangolare in sezione, che si assottiglia procedendo distalmente fino ad espandersi di nuovo nell'espansione distale, cioè la testa dell'ulna. È convesso posteriormente, concavo lateralmente e medialmente.

L'avambraccio è formato da molti muscoli, tra cui i flessori e gli estensori delle dita, il flessore del gomito e i pronatori e supinatori che consentono la rotazione parziale della mano. In tal senso, esso può essere diviso trasversalmente in due parti: quella superiore, comprendente gli estensori della mano, che sono supportati dai nervi radiali; quella inferiore, comprendente i flessori, che sono supportati dai nervi mediani. Anche il nervo ulnare si estende lungo l'avambraccio.
Le arterie radiali e ulnari, assieme alle loro ramificazioni, forniscono il sangue all'avambraccio. Esse si estendono sopra il radio e l'ulna, per poi scendere giù lungo l'intero avambraccio. Le principali vene superficiali sono le vene cefaliche, mediane antebrachiali e basiliche. Tali vene possono essere usate per il prelievo di sangue, soprattutto nella fossa cubitale, dove si congiungono il braccio e l'avambraccio.

### Articolazioni
- alle estremità dell'avambraccio
  - Gomito
  - Polso
- all'interno dell'avambraccio
  - Articolazioni radioulnari

### Muscoli
Nell'avambraccio si distinguono due compartimenti muscolari, separati dalla membrana interossea, anteriore e posteriore dove si trovano rispettivamente i muscoli anteriori dell'avambraccio e i muscoli posteriori dell'avambraccio. Tra gli inferiori si distinguono i muscoli laterali. I muscoli anteriori dell'avambraccio sono disposti su quattro piani sovrapposti, quelli posteriori su due.
| Compartimento         | Piano        | Muscolo                                                            | E/I | Nervo            |
| Anteriore             | primo        | Flessore radiale del carpo (flexor carpi radialis)                 | E   | mediano          |
| Anteriore             | primo        | Palmare lungo (palmaris longus)                                    | E   | mediano          |
| Anteriore             | primo        | Flessore ulnare del carpo (flexor carpi ulnaris)                   | E   | ulnare           |
| Anteriore             | primo        | Pronatore rotondo (pronator teres)                                 | I   | mediano          |
| Anteriore             | secondo      | Flessore superficiale delle dita (flexor digitorum superficialis)  | E   | mediano          |
| Anteriore             | terzo        | Flessore profondo delle dita (flexor digitorum profundus)          | E   | ulnare e mediano |
| Anteriore             | terzo        | Flessore lungo del pollice (flexor pollicis longus)                | E   | mediano          |
| Anteriore             | quarto       | Pronatore quadrato (pronator quadratus)                            | I   | mediano          |
| Posteriore (laterale) | (vedi nota)  | Brachioradiale (brachioradialis)                                   | I   | radiale          |
| Posteriore (laterale) | superficiale | Estensore radiale lungo del carpo (extensor carpi radialis longus) | E   | radiale          |
| Posteriore (laterale) | superficiale | Estensore radiale breve del carpo (extensor carpi radialis brevis) | E   | radiale          |
| Posteriore            | intermedio   | Estensore delle dita (extensor digitorum)                          | E   | radiale          |
| Posteriore            | intermedio   | Estensore del mignolo (extensor digiti minimi)                     | E   | radiale          |
| Posteriore            | superficiale | Estensore ulnare del carpo (extensor carpi ulnaris)                | E   | radiale          |
| Posteriore            | profondo     | Abduttore lungo del pollice (abductor pollicis longus)             | E   | radiale          |
| Posteriore            | profondo     | Estensore breve del pollice (extensor pollicis brevis)             | E   | radiale          |
| Posteriore            | profondo     | Estensore lungo del pollice (extensor pollicis longus)             | E   | radiale          |
| Posteriore            | profondo     | Estensore dell'indice (extensor indicis)                           | E   | radiale          |
| Posteriore            | profondo     | Supinatore (supinator)                                             | I   | radiale          |
| Posteriore            | profondo     | Anconeo (anconeus)                                                 | I   | radiale          |

NOTA BENE:
- "E" ed "I" stanno per "estrinseco" ed "intrinseco". Nella maggior parte dei casi, i muscoli estrinseci superiori sono flessori, mentre quelli estrinseci inferiori sono estensori.

- Il muscolo brachioradiale, flessore dell'avambraccio, è localizzato in una posizione a metà tra la parte superiore e la parte inferiore.

### Nervi
- Nervo mediano
- Nervo radiale
- Nervo ulnare

### Vasi sanguigni
- Arteria brachiale
  - Arteria radiale
    - Arteria radiale ricorrente

  - Arteria ulnare
    - Arteria ulnare ricorrente superiore
    - Arteria ulnare ricorrente inferiore
    - Arteria interossea comune
      - Arteria interossea superiore
      - Arteria interossea inferiore

### Altre strutture
- Membrana interossea dell'avambraccio
- Legamento orbicolare dell'ulna

## Immagini integrative

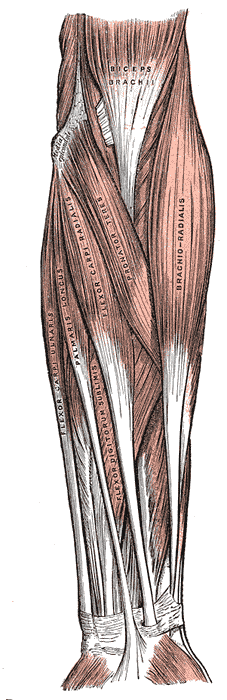
Muscoli superficiali dell'avambraccio
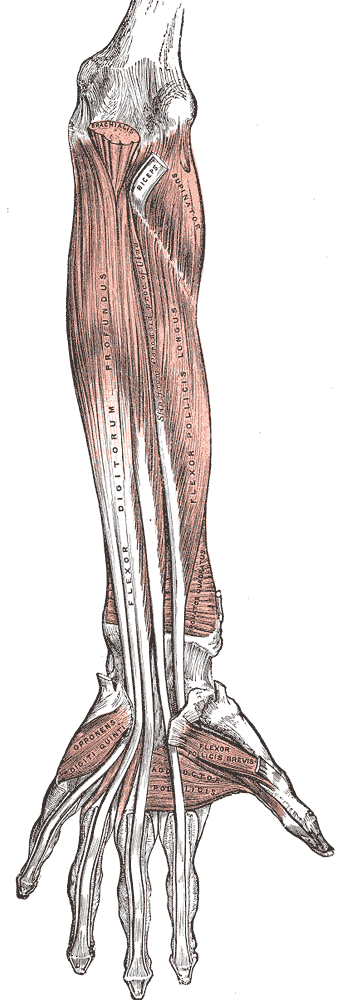
Muscoli profondi dell'avambraccio
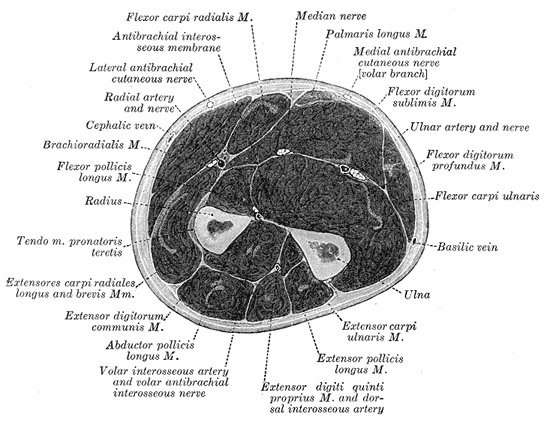
Sezione trasversale alla metà dell'avambraccio.